# Leonardo Patricio Aguilar
Leonardo Patricio Aguilar (Lima, Departamento de Lima, Perú, 30 de septiembre de 1986) es un exfutbolista peruano que jugaba como delantero.

## Clubes
| Club                   | País | Año         |
| ---------------------- | ---- | ----------- |
| Universidad San Marcos | Perú | 2004        |
| Deportivo Municipal    | Perú | 2005        |
| Alianza Lima           | Perú | 2006        |
| Total Clean            | Perú | 2007        |
| Sport Ancash           | Perú | 2008 - 2010 |
| Inti Gas               | Perú | 2011        |
| Alfonso Ugarte         | Perú | 2012        |
| Universitario UPAO     | Perú | 2013        |
| Universidad San Pedro  | Perú | 2014        |